# Kombinációs kűr szinkronúszás a 2009-es úszó-világbajnokságon
A szinkronúszás kombinációs kűrt a 2009-es úszó-világbajnokságon július 21-én és 22-én rendezték meg. Előbb a selejtezőt, másnap a döntőt.

## Érmesek
| Arany | Ezüst | Bronz |
| Spanyolország · Alba Cabello · Ona Carbonell · Raquel Corral · Margalida Crespi · Andrea Fuentes · Thaïs Henríquez · Paula Klamburg · Gemma Mengual · Gisela Morón · Irina Rodríguez | Kína · Huang Xuechen · Jiang Tingting · Jiang Wenwen · Liu Ou · Luo Xi · Shi Xin · Sun Wenyan · Wang Na · Wu Yiwen · Zhang Xiaohuan | Kanada · Marie-Pier Boudreau Gagnon · Camille Bowness · Jo-Annie Fortin · Sandy Gill · Chloe Isaac · Eve Lamoureux · Stephanie Leclair · Elise Marcotte · Karine Thomas · Valerie Welsh |

## Eredmény
| Helyezés  | Nemzetiség | Selejtező | Selejtező | Döntő     | Döntő    |
| Helyezés  | Nemzetiség | Pont      | helyezés  | Pont      | Helyezés |
| --------- | ---------- | --------- | --------- | --------- | -------- |
| Aranyérem | ESP        | 97.500    | 1         | 98.333    | 1        |
| Ezüstérem | CHN        | 96.666    | 2         | 97.667    | 2        |
| Bronzérem | CAN        | 96.000    | 3         | 96.167    | 3        |
| 4         | ITA        | 95.000    | 4         | 95.667    | 4        |
| 5         | JPN        | 94.667    | 5         | 94.833    | 5        |
| 6         | UKR        | 93.667    | 6         | 94.334    | 6        |
| 7         | GBR        | 88.833    | 7         | 89.334    | 7        |
| 8         | BRA        | 88.333    | 8         | 88.667    | 8        |
| 9         | BLR        | 86.833    | 9         | 87.333    | 9        |
| 10        | MEX        | 86.667    | 10        | 86.833    | 10       |
| 11        | NED        | 86.500    | 11        | 86.500    | 11       |
| 12        | EGY        | 80.834    | 12        | 80.333    | 12       |
| 16.5      | H09.5      |           |           | 00:55.635 | O        |
| 13        | GER        | 80.167    | 13        |           |          |